# SS Elingamite
El SS Elingamite fue un buque de vapor de pasajeros australiano de 2.585 toneladas, construido en 1887 y propiedad de Huddart Parker. Naufragó el 9 de noviembre de 1902 frente a la costa norte de Nueva Zelanda con un gran cargamento de oro. En la actualidad, el pecio de Elingamite es uno de los lugares favoritos de los buceadores aventureros por el dramatismo que encierra y las historias de tesoros perdidos.

## Hundimiento

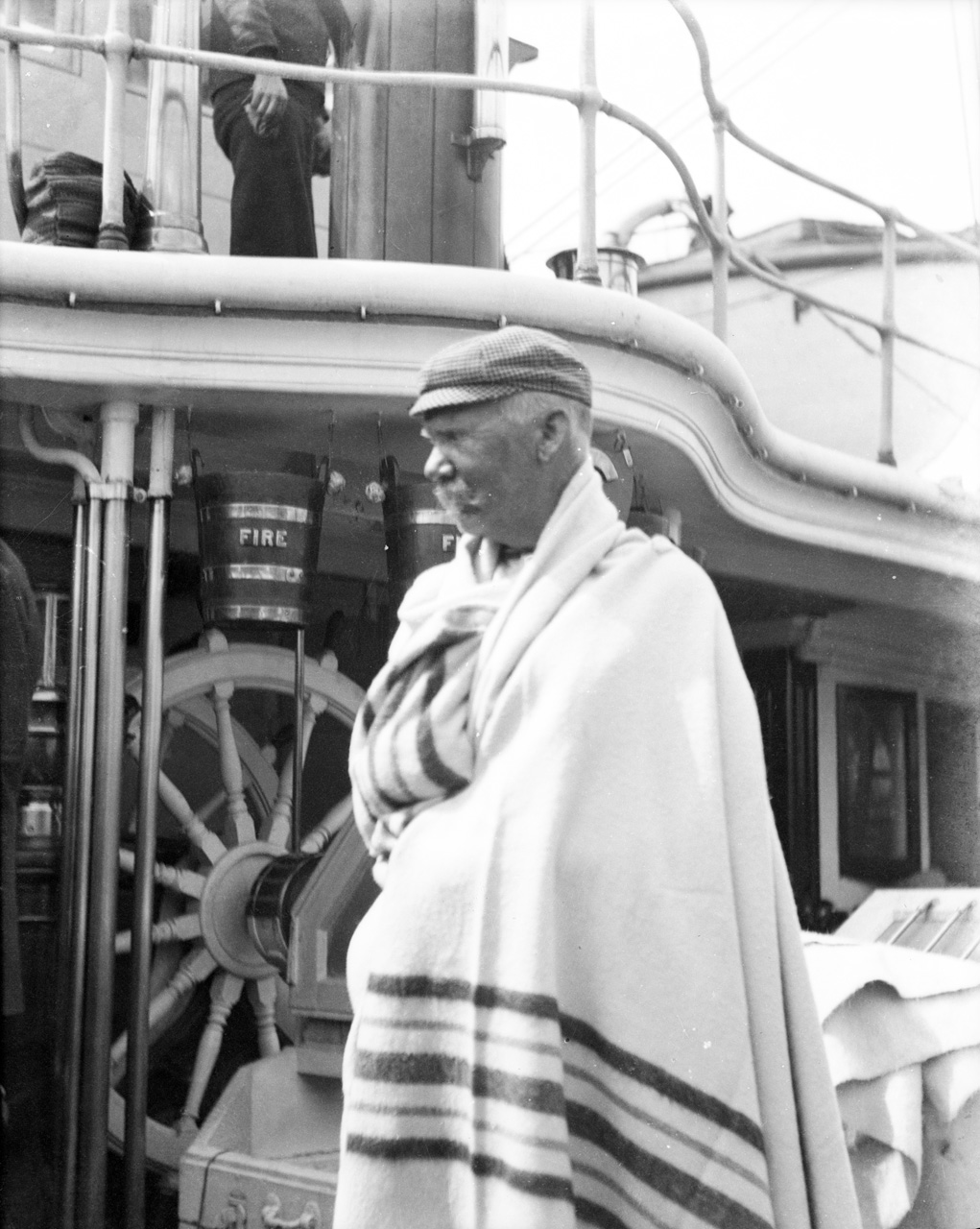
Un superviviente a bordo del HMS Penguin

El Elingamite zarpó de Sídney a primera hora de la mañana del domingo 5 de noviembre de 1902, en el trayecto regular del mar de Tasmania entre Sídney y Auckland. El capitán Ernest Atwood estaba al mando. A bordo viajaban 136 pasajeros y 58 tripulantes, así como un cargamento de 52 cajas de monedas para bancos de Nueva Zelanda, entre ellas 6.000 medios soberanos de oro.
El viaje transcurrió sin incidentes hasta media mañana del día 9, cuando el barco se encontró de repente con una espesa niebla. El capitán Atwood tomó las precauciones necesarias, pero el buque chocó contra West Island, una de las islas de los Tres Reyes, a unas 35 millas náuticas (65 km) al norte del cabo Reinga, en el extremo norte de Nueva Zelanda continental.
La embarcación zozobró y se hundió en 20 minutos, pero los que iban a bordo lograron escapar en botes salvavidas y balsas, algunos llevando a los supervivientes a las islas King y otros a tierra firme. No volvieron a ver un bote salvavidas. En el naufragio murieron 45 personas (28 pasajeros y 17 tripulantes). Un grupo de 75 personas de tres botes desembarcó en un saliente rocoso de la parte central de King Island y, al cabo de dos días, fue recogido por el SS Zealandia y trasladado a Auckland. Una balsa y un cuarto bote llegaron a la isla Great King y un quinto bote con 52 personas a bordo navegó hasta Houhora, en la isla Norte, a 80 millas.